# Jem Belcher

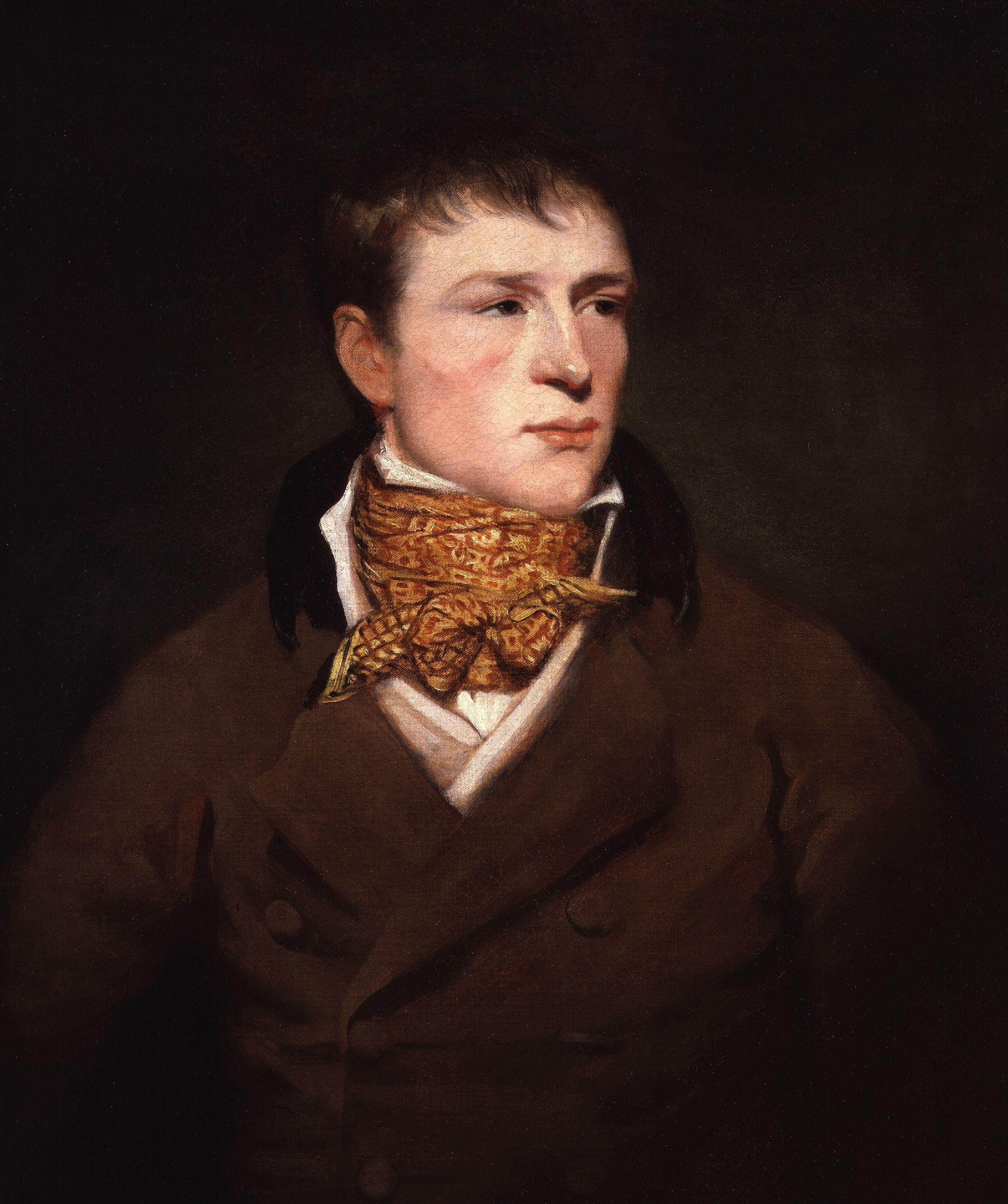
Porträt von Jem Belcher, circa 1800

Jem Belcher (* 15. April 1781 in Bristol; † 30. Juli 1811 in London) war ein britischer Boxer des Bare-knuckle-Zeitalters.
1799 boxte der agile Techniker gegen Jack Bartholomew unentschieden, gewann den Rückkampf 1800 und wurde als Britischer Meister (damals inoffizieller Weltmeister) anerkannt. Durch einen Unfall beim Fivesspielen verlor er 1803 ein Auge. 1805 unterlag er in einem Titelkampf Henry Pearce, einem seiner Ex-Schüler.
1807 unterlag er dem talentierten Nachwuchsboxer Tom Cribb und sorgte, erbost über hohe Wettverluste bei diesem Kampf, für eine Straßenschlägerei, er wurde für einen Monat eingesperrt. Er starb früh und völlig verarmt.
1992 fand Belcher Aufnahme in die International Boxing Hall of Fame.